# Гудисидон
Гудисидон (осет. Гудисы дон, груз. გუდისისწყალი, Гудисисцкали) — река в Южной Осетии и Грузии. Левый приток Большой Лиахвы. Протекает по Гудисскому ущелью.
Исток реки находится на южном склоне Гудисского хребта на высоте 2860 м. Длина около 24 км, площадь бассейна 91 км². Среднегодичный расход воды 2,66 м³/с. Питание снеговое, дождевое и подземное. Максимальный уровень воды отмечается весной, межень — летом и зимой.

## Населённые пункты на реке
По порядку от истока:
Южная Осетия:
- Гудис
- Цру
- Хвце (Нижний Хвце)